# Martisserre
Martisserre település Franciaországban, Haute-Garonne megyében. Lakosainak száma 66 fő (2022. január 1.). Martisserre Garravet, Agassac, Frontignan-Savès, L’Isle-en-Dodon, Mauvezin és Mirambeau községekkel határos.

## Népesség
A település népességének változása:
| Lakosok száma | 82   | 54   | 61   | 65   | 60   | 59   | 61   | 66   | 66   | 66   |
|               | 1968 | 1982 | 1990 | 2006 | 2013 | 2015 | 2017 | 2019 | 2020 | 2022 |